# ロジ・レックス
株式会社ロジ・レックス（LOGI-REX Inc.）は、サード・パーティー・ロジスティクス、エア・フレイト・フォワーダーなどを手掛ける日本の企業。ハマキョウレックスの100%子会社。

## 概要
1970年に日本航空の子会社として、日航デリバリー株式会社の商号で設立。東京国際空港、成田国際空港、関西国際空港を拠点とした空港内物流（通関業務、エア・フレイト・フォワーダー）、サード・パーティー・ロジスティクス、東京国際空港 — 成田国際空港間の定期貨物自動車便の運行などを手掛けている。
2010年に親会社であった日本航空インターナショナルが会社更生法の適用を受けたことから、同年10月1日に日本航空インターナショナルが保有する全株式がハマキョウレックスへ譲渡された。同年11月2日に商号を株式会社JALロジスティクスから株式会社ロジ・レックスへ変更した。
ハマキョウレックス傘下入り後は、空港内物流の他にも、サード・パーティー・ロジスティクス、エア・フレイト・フォワーダー、メーリングセンターの運営代行、グループ会社である近物レックスと連携した特別積合せ貨物運送なども手掛けるようになっている。

## 事業所
- 本社 - 千葉県船橋市西浦2-5-3
- 国内物流支店 - 千葉県船橋市西浦3-4-2 ダイワコーポレーション内
- 国際物流支店 - 千葉県成田市駒井野字天並野2139-1 日航貨物ビル403号室

## 沿革
- 1970年3月28日 - 日本航空の子会社として、日航デリバリー株式会社として設立。本社を東京国際空港内に置く。
- 1973年8月 - 本社を大田区平和島へ移転。
- 1987年3月 - 子会社である株式会社エヌ・ディートランス（後の株式会社ジェイ・トランス）を設立。
- 1990年10月 - 日航ロジスティクス株式会社へ商号変更。
- 2003年4月 - 株式会社JALロジスティクスへ商号変更。
- 2010年
  - 10月1日 - 日本航空インターナショナルの会社更生手続に伴い、ハマキョウレックスの子会社となる。
  - 11月2日 - 株式会社ロジ・レックスへ商号変更。
- 2016年
  - 4月1日 - 株式会社ジェイ・トランスを吸収合併[5]。
  - 7月4日 - 本社を千葉県船橋市へ移転[6]。
- 2020年4月1日 - 株式会社ジェイビーエスを吸収合併[7][8]。